# Castell de Cabres
Castell de Cabres (spanisch Puebla de Benifasar) ist eine Gemeinde (municipio) in Ostspanien an der nördlichen Grenze der Provinz Castelló. Castell de Cabres hat 22 Einwohner (Stand: 2024). 

## Lage
Castell de Cabres liegt etwa 80 Kilometer nordnordöstlich von Castelló de la Plana und etwa 135 Kilometer nordnordöstlich von Valencia in einer Höhe von ca. 1130 m. 

## Bevölkerungsentwicklung
| Jahr      | 1900 | 1950 | 1970 | 1981 | 1991 | 2001 | 2011 | 2021 |
| Einwohner | 460  | 356  | 79   | 36   | 24   | 19   | 20   | 22   |

## Sehenswürdigkeiten
- Burganlage
- Laurentiuskirche